# Сірспорт (переписна місцевість, Мен)
Сірспорт (англ. Searsport) — переписна місцевість (CDP) в США, в окрузі Волдо штату Мен. Населення — 999 осіб (2020).

## Географія
Сірспорт розташований за координатами 44°28′30″ пн. ш. 68°54′56″ зх. д. / 44.47500° пн. ш. 68.91556° зх. д. (44.474953, -68.915604).  За даними Бюро перепису населення США в 2010 році переписна місцевість мала площу 13,83 км², з яких 11,27 км² — суходіл та 2,56 км² — водойми.

## Демографія
Згідно з переписом 2010 року, у переписній місцевості мешкали 992 особи в 504 домогосподарствах у складі 275 родин. Густота населення становила 72 особи/км².  Було 648 помешкань (47/км²).
Расовий склад населення:
| - 97,4 % — білих - 1,0 % — корінних американців - 0,9 % — чорних або афроамериканців |

До двох чи більше рас належало 0,6 %. Частка іспаномовних становила 0,6 % від усіх жителів.
За віковим діапазоном населення розподілялося таким чином: 15,6 % — особи молодші 18 років, 56,7 % — особи у віці 18—64 років, 27,7 % — особи у віці 65 років та старші. Медіана віку мешканця становила 52,3 року. На 100 осіб жіночої статі у переписній місцевості припадало 85,8 чоловіків;  на 100 жінок у віці від 18 років та старших — 82,8 чоловіків також старших 18 років.
Середній дохід на одне домашнє господарство  становив 40 916 доларів США (медіана — 32 788), а середній дохід на одну сім'ю — 52 435 доларів (медіана — 51 000). За межею бідності перебувало 26,8 % осіб, у тому числі 36,1 % дітей у віці до 18 років та 5,6 % осіб у віці 65 років та старших.
Цивільне працевлаштоване населення становило 442 особи. Основні галузі зайнятості: освіта, охорона здоров'я та соціальна допомога — 49,5 %, виробництво — 17,6 %, роздрібна торгівля — 17,4 %.